# GMC T43
GMC T43 – autobus miejski, produkowany przez amerykańską firmę GMC, oparty na serii T, modelu T-43 lekkich ciężarówek produkowanych w latach 1933 – 1934. Przed drugą wojną światową  autobusy tego typu użytkowane były przez komunikację miejską w Gdyni. Z zewnątrz najbardziej rzucał się w oczy inny kształt maski silnika. Nawiązywał on do samochodów osobowych. Dotychczas stosowane dwie, otwierające się z boku pokrywy silnika zostały zastąpione jedną, otwieraną do góry.